# COMSAT
COMSAT (Communications Satellite Corporation) é uma organização global de telecomunicações, com base nos Estados Unidos, e com filiais no Brasil, Argentina, Colômbia, México, Peru, Venezuela e vários outros países do continente americano. Embora opere muitos tipos de modalidades de comunicação de dados, e é mais conhecida por seus serviços de comunicação via satélite.

## História

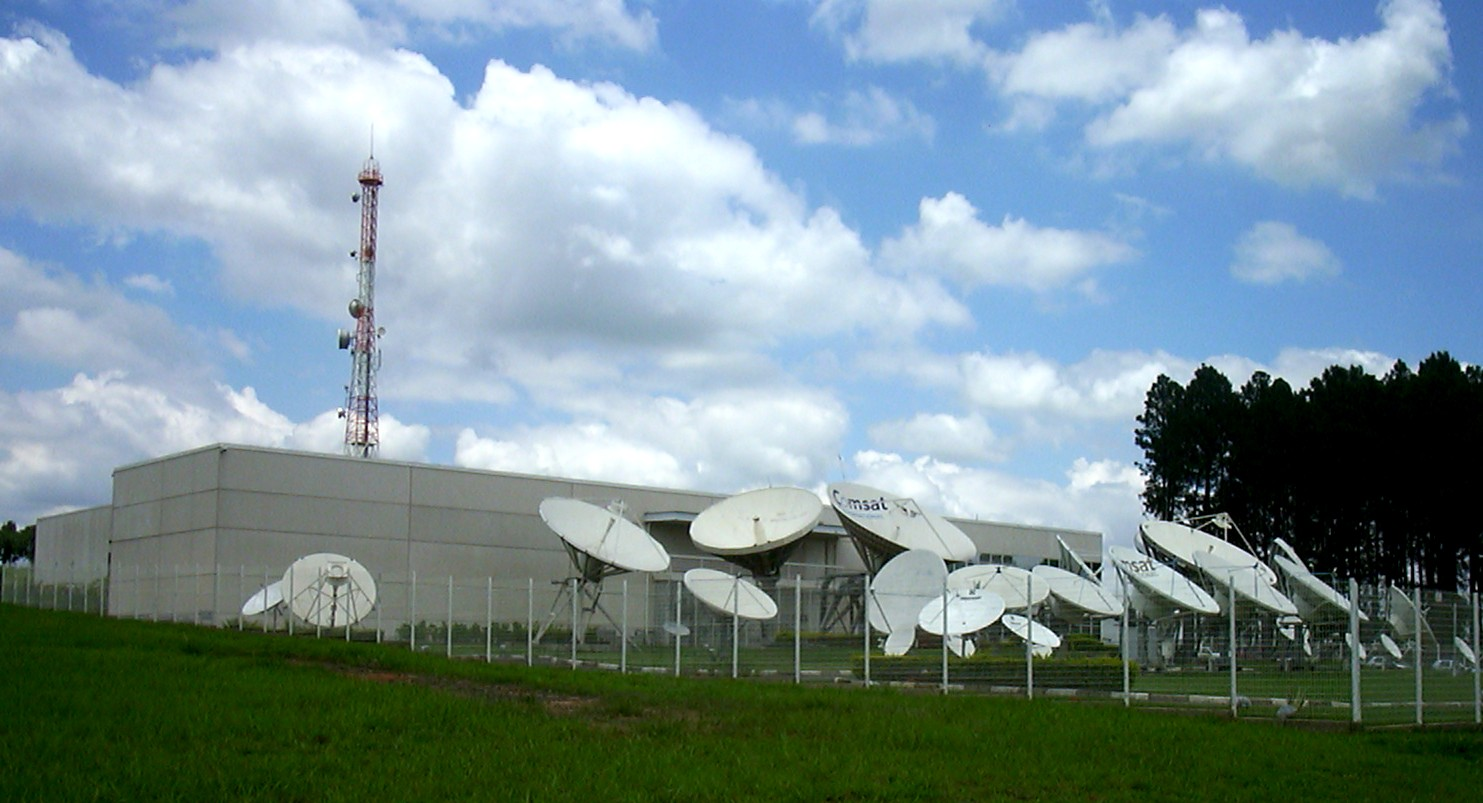
Vista exterior das instalações da COMSAT e fazenda de antena no Brasil, perto de Campinas

A COMSAT Corporation foi criada pela lei estadunidense de comunicações por satélite de 1962 e incorporada como uma companhia de capital aberto em 1963. O principal objetivo da COMSAT era servir como um bem público, a corporação federal financiou a intenção de desenvolver um sistema de comunicação internacional de imprensa comercial via satélite. Embora a corporação fosse regulamentada pelo governo, foi igualmente detida por algumas das principais empresas de comunicação e investidores independentes. A COMSAT iniciou suas operações com sede em Washington, DC, em 1962, com uma placa de fundação com administração de seis pessoas nomeado pelo presidente John F. Kennedy, incluindo: Philip Graham, que serviu como presidente (até sua renúncia em janeiro de 1963); Leo D. Welch, Joseph V. Charyk, David M. Kennedy, George Killion, Leonard H. Marks, e Bruce Sundlun.

## Satélites
| Satélite  | Fabricante | Data do lançamento      | Veículo de lançamento | Estado                            | Nota                                       |
| --------- | ---------- | ----------------------- | --------------------- | --------------------------------- | ------------------------------------------ |
| Marisat 1 | Hughes     | 19 de fevereiro de 1976 | Delta 2914            | Retirado em 1 de abril de 1997    | [ 4 ]                                      |
| Comstar 1 | Hughes     | 13 de maio de 1976      | Atlas-Centaur         | Retirado no final de 1984         | [ 6 ]                                      |
| Marisat 2 | Hughes     | 10 de junho de 1976     | Delta 2914            | Retirado em setembro de 1996.     | [ 4 ]                                      |
| Comstar 2 | Hughes     | 22 de junho de 1976     | Atlas-Centaur         | Retirado em 1993                  | [ 6 ]                                      |
| Marisat 3 | Hughes     | 14 de outubro de 1976   | Delta 2914            | Retirado em 29 de outubro de 2008 | Transferido para Intelsat em 2004          |
| Comstar 3 | Hughes     | 29 de junho de 1978     | Atlas-Centaur         | Retirado no final de 1986         | [ 6 ]                                      |
| Comstar 4 | Hughes     | 22 de junho de 1976     | Atlas-Centaur         | Ativo                             | Também conhecido por Parallax 1 e Esiafi 1 |